# Microlongichneumon
Microlongichneumon är ett släkte av steklar. Microlongichneumon ingår i familjen brokparasitsteklar.
Kladogram enligt Catalogue of Life:
| Microlongichneumon | \| \| Microlongichneumon abbreviatus \| \| \| \| \| \| Microlongichneumon impostor \| \| \| \| \| \| Microlongichneumon lissospeculum \| \| \| \| \| \| Microlongichneumon speculatus \| \| \| \| |
|                    | \| \| Microlongichneumon abbreviatus \| \| \| \| \| \| Microlongichneumon impostor \| \| \| \| \| \| Microlongichneumon lissospeculum \| \| \| \| \| \| Microlongichneumon speculatus \| \| \| \| |
|                    | Microlongichneumon abbreviatus |
|                    | |
|                    | Microlongichneumon impostor |
|                    | |
|                    | Microlongichneumon lissospeculum |
|                    | |
|                    | Microlongichneumon speculatus |
|                    | |